# Багас
Багас (Bagas) е берберски цар на Мавретания през 225 пр.н.е. Той управлява царството от своята столица в Сига.
Той участва във Втората пуническа война. Масиниса напада територията му.